# Железный паук
Желе́зный пау́к (англ. Iron Spider) — экзоскелет, который носили несколько персонажей американских комиксов издательства Marvel Comics. Первым и самым известным из владельцев был супергерой Челове́к-пау́к (англ. Spider-Man), получивший броню от Тони Старка в The Amazing Spider-Man #529 (Март, 2006).
На протяжении многих лет с момента своего первого появления в комиксах костюм Железного паука появился в других медиа продуктах, в том числе мультсериалах, фильмах и видеоиграх.

## История публикаций
Броня Железного паука впервые появилась в The Amazing Spider-Man #529 (Март, 2006) и была создана Джо Кесадой на основе наброска Криса Бачало.
Помимо основной серии, Питер Паркер носил этот костюм во многих других комиксах, связанных с Civil War. Среди них: New Avengers, Friendly Neighborhood Spider-Man, Sensational Spider-Man, Iron Man, Black Panther, X-Men, Fantastic Four, Civil War: Front Line и Civil War: Choosing Sides, публиковавшиеся в течение 2006 года. В последний раз он владел Железным пауком в The Amazing Spider-Man #536 (Ноябрь, 2006). В начале Civil War #6 сценарист Джозеф Майкл Стражински решил вернуть классический красно-синий костюм. Смена костюмов символизировала преданность Питера той или иной стороне конфликта во время раскола супергероев.
В августе 2007 года усовершенствованные версии брони получила команда Багровых пауков под эгидой Инициативы на страницах Avengers: The Initiative с #3 по #22 (Апрель, 2009). Впоследствии двое из них погибли, а последний уцелевший продолжил пользоваться бронёй вплоть до событий Fear Itself 2011 года.
Мэри Джейн Уотсон выступила в роли Железного паука в The Amazing Spider-Man vol. 4, #15 (Сентябрь, 2016).
Аарон Дэвис завладел перекрашенной версией Железного паука в Spider-Man #234 (Январь, 2018). После противостояния со своим племянником Майлзом Моралесом в #240 вернул костюм Старку.

## Известные владельцы

### Питер Паркер
Первая версия брони Железного паука была разработана Тони Старком в подарок для Питера Паркера, который поддержал его идею о введении Акта о регистрации суперлюдей. Отправившись со Старком в Вашингтон для обсуждения законопроекта, Паркер впервые использовал новый костюм в сражении с Титановым человеком, покушавшемся на жизнь Тони. Впоследствии выяснилось, что это была махинация самого Железного человека, организованная с целью убедить правительство в целесообразности принятия акта.
Человек-паук продолжал бороться на стороне Железного человека, однако, став свидетелем условий содержания незарегистрированных сверхлюдей в Негативной зоне, изменил свою позицию. В эфире одного из телешоу он публично выступил против принятого акта, раскритиковав его. Это привело к сражению с Железным человеком, который отключил костюм Железного паука во время боя. Тем не менее, Питер предварительно взломал костюм, обойдя систему Старка, что позволило ему скрыться. Впоследствии Человек-паук присоединился к противникам акта, вернувшись к своему красно-синему костюму.

### Алые пауки
Броня Железного паука была передана трём клонам Майкла Ван Патрика (Майклу, Вану и Патрику соответственно), правнука Авраама Эрскина, создателя оригинальной сыворотки суперсолдата. Они работали под эгидой Инициативы Пятидесяти штатов как команда Алых пауков и обучались у Таскмастера, в совершенстве помнившего боевые навыки Питера Паркера. В этой броне они сражались с Шокером, Бумерангом и Гидроменом. Также клоны сталкивались с Человеком-пауком, что вызывало сомнения у общественности относительно того, является ли Питер Паркер единственным супергероем-пауком. Данные костюмы имеют по четыре паучьих придатка, вместо трёх, в отличие от оригинальной брони. Неизвестно, получили ли эти Железные пауки новые функции, но команда клонов часто пользовалась способностями оригинальной версии. Со временем Майкл и Ван погибли в сражениях, а с ними были уничтожены и их костюмы. Последний уцелевший клон, Патрик, стал членом Новых Воинов, продолжая использовать Железного паука.

### Мэри Джейн Уотсон
Мэри Джейн Уотсон использовала костюм Железного паука, который обнаружила в Башне Мстителей, чтобы помочь Человеку-пауку и Железному человеку в борьбе со злодеем Регентом, который коллекционировал сверхлюдей и похищал их способности. Для его управления ЭмДжей понадобились прежний опыт пользования другими экзоскелетами Старка и обладание паучьими способностями во время событий Spider-Island.

### Аарон Дэвис
После событий Secret Wars 2015 года мультивселенная переродилась и большое количество персонажей Ultimate Marvel попало в основную вселенную. Среди них был и Аарон Дэвис (суперзлодей Бродяга и дядя Майлза Моралеса), воскресший после своей смерти. Купив перекрашенную в чёрно-золотой цвет броню Железного паука на чёрном рынке, он собрал Зловещую шестёрку. Вместе с Пятном, Хобгоблином (Родериком Кингсли), Электро (Фрэнсин Фрай), Песочным человеком и Бомбочкой, Аарон стремился угнать воздушный авианосец Щ.И.Т.а. Майлз вступил в конфронтацию с преступниками и разоблачил личность нового Железного паука. Когда авианосец направился к своему покупателю в Латверии, во время схватки Дэвис, по всей видимости, умер. Спустя несколько недель он оказался живым, встретился со своим племянником и рассказал, что решил завершить преступную карьеру, вернув Железного паука его создателю, Тони Старку.

### Амадей Чо
Амадей Чо носил броню в комиксе The Totally Awesome Hulk.

## Силы и способности
Поддерживаемая системой, аналогичной классической конструкции доспехов Железного человека Тони Старка, броня Железного паука включает в себя множество гаджетов, в том числе: три механических паучьих придатка, которые можно использовать, чтобы заглядывать за углы с помощью камер в наконечниках и взаимодействовать с другими предметами. Старк назвал их чересчур хрупкими для применения в бою, однако Человек-паук использовал их, чтобы разбить датчики в шлеме Титанового человека. Позже, во время арки Civil War, он задействовал их в сражении с Капитаном Америкой.
Среди других функций костюма выделяются: возможность планирования на коротких дистанциях, ограниченная пуленепробиваемость, встроенный пожарный / полицейский /аварийный сканер, аудио / визуальное усиление, включая инфракрасное и ультрафиолетовое излучение, устройство маскировки, фильтры для защиты от токсинов в воздухе и GPS ближнего действия. Он позволяет дышать под водой и может принимать различные формы, так как состоит из «умного» жидкого металла. Ко всему прочему, костюм в состоянии «более или менее исчезать», когда в нём отсутствует необходимость, из-за реакции на неврологические импульсы. Новый костюм воспроизводит другую экипировку, которую Человек-паук носил на протяжении многих лет, а также преобразовывается в его уличную одежду. Часть костюма может отделиться от Человека-паука, чтобы устранить объект, слишком опасный для прикосновения, например радиоактивный астероид. Все эти функции контролируются компьютерной системой в нагруднике. Костюм реагирует на мысленный контроль.
У доспехов Железного паука также есть секретная блокировка, которую Железный человек может активировать на случай чрезвычайных ситуаций или если Человек-паук когда-либо перейдёт на другую сторону. Тем не менее, Старк не догадывался, что Питер уже знал о мерах безопасности и обошёл их.

## Альтернативные версии
Наташа Романова использовала броню и личность Железного паука в неопознанной альтернативной реальности, где Железный человек воспользовался Камнем Реальности, чтобы переменить ход Гражданской войны в свою пользу, в результате чего впоследствии стал президентом Соединённых Штатов. Наташа унаследовала костюм после того, как Питер перешёл на сторону Капитана Америки, а позже стал членом Гражданских воинов.

## Вне комиксов

### Телевидение
- Броня Железного паука появляется в мультсериале «Великий Человек-паук» 2012 года. Данная версия оснащена репульсорами на ладонях и ступнях, подобно костюмам Железного человека. Первоначально доспех использовался Питером Паркером в эпизодах «Полёт Железного паука», «Железный осьминог» и «Бомба Венома». В последующих сезонах броню носил Амадей Чо, выступавший под именем Железный паук. Кроме того, в эпизоде «Неистовый носорог» есть вариант под названием «Железный паук Халкбастер», созданный доктором Куртом Коннорсом.
- Амадей Чо / Железный паук появляется в мультфильме «LEGO Супергерои Marvel: Мстители. Снова в сборе» 2015 года.

### Кино

Броня Железного паука в фильме «Человек-паук: Нет пути домой» (2021).

Броня Железного Паука появляется в художественных фильмах, действие которых происходит в Кинематографической вселенной Marvel, где она была создана Тони Старком для Питера Паркера. Внешний вид этой версии ближе к «классическому» костюму, чем версия из комиксов: она переливается тёмно-красными и синими тонами по всему телу, а также излучает золотые блики. Кроме того, в доспехах используются нанотехнологии, которые позволяют Человеку-пауку выживать на больших высотах и в инопланетных мирах вкупе с набором из четырёх механических ног, которые вырастают из спины.
- Впервые Железный паук фигурирует в финале картины «Человек-паук: Возвращение домой» 2017 года[27], когда Старк предлагает Паркеру броню и членство в Мстителях, однако Питер отказывается и от того, и от другого.
- В фильме «Мстители: Война бесконечности» 2018 года Старк использует доспехи, чтобы спасти Питера от падения с космического корабля Эбони Мо. Паркер использует костюм до конца фильма[28], помогая Старку, Доктору Стрэнджу и Стражам Галактики в сражении с Таносом, прежде чем большинство героев становятся жертвами Скачка.
- Паркер возвращается к жизни в заключительной части картины «Мстители: Финал» 2019 года, участвуя в сражении с армией Таноса в броне Железного паука.
- Питер недолгое время использует броню в фильме «Человек-паук: Вдали от дома» 2019 года, однако оставляет Железного паука дома перед учебной экскурсией в Европу.
- В фильме «Человек-паук: Нет пути домой» 2021 года Человек-паук использует броню Железного паука в сражении с Отто Октавиусом, который разрушает костюм, отрывая от Паркера кусок нанотехнологии, после чего тот сливается с его механическими щупальцами. Человек-паук использует эту возможность, чтобы получить контроль над щупальцами Октавиуса.

### Видеоигры
- Железный паук — один из альтернативных костюмов Человека-паука в игре Marvel: Ultimate Alliance 2006 года.
- Железный паук является одним из разблокируемых костюмов в версии для Wii игры Spider-Man: Web of Shadows 2008 года.
- Железный паук является одним из разблокируемых костюмов в Marvel: Ultimate Alliance 2 2009 года.
- В играх Spider-Man: Shattered Dimensions 2010 года и Spider-Man: Edge of Time 2011 года Железный паук представлен как альтернативный костюм Человека-паука 2099.
- Железный паук — альтернативный костюм Человека-паука в игре Marvel vs. Capcom 3: Fate of Two Worlds 2011 года.
- В игре для Facebook Marvel Avengers Alliance 2012 года Железный паук представлен как альтернативный костюм Человека-паука.
- Костюм Железного паука появляется в игре Spider-Man Unlimited 2014 года, тогда как версия из КВМ и интерпретация Мэри Джейн Уотсон фигурируют в более поздних обновлениях.
- Железный паук был добавлен в игру LEGO Marvel’s Avengers 2016 года в рамках DLC[29].
- Мэри Джейн Уотсон / Железный паук появляется в игре Marvel Avengers Academy 2016 года.
- Железный паук появляется в игре Marvel vs. Capcom: Infinite 2017 года в качестве альтернативного костюма Питера Паркера / Человека-паука.
- Железный паук из КВМ — один из разблокируемых костюмов Питера Паркера / Человека-паука в игре Spider-Man 2018 года. Версия костюма из комиксов вышла в рамках DLC Spider-Man: The City That Never Sleeps[30].
- Броня Железного паука была добавлена в игру Avengers 2020 года в рамках DLC о Человеке-пауке[31].